# Taty Castellanos
Valentín Mariano José "Taty" Castellanos Giménez (Mendoza, 3 oktober 1998) is een Argentijns voetballer die bij voorkeur als aanvaller speelt. Hij tekende in 2024 voor Lazio Roma. Castellanos debuteerde in 2023 voor Argentinië.

## Clubcarrière
Castellanos debuteerde in 2017 als prof bij het Chileense Universidad de Chile. Hij trok naar het Uruguayaanse Torque, waar hij meer speeltijd kreeg. In 2019 trok hij naar New York City, waarvoor hij 49 doelpunten maakte in 101 competitiewedstrijden. Girona huurde Castellanos gedurende het seizoen 2022/23. In 2023 tekende de Argentijn een vijfjarig contract bij Lazio Roma.

## Interlandcarrière
Castellanos debuteerde op 5 september 2024 voor Argentinië tegen Chili.